# Alfarelos
Alfarelos é uma povoação portuguesa sede da Freguesia de Alfarelos do Município de Soure, freguesia com 13,42 km² de área e 1269 habitantes (censo de 2021), tendo, por isso, uma densidade populacional de 94,6 hab./km².

## História
O primeiro documento escrito relativo à freguesia data de 1231 com o nome de "Alfarelas". Não se sabe se este nome terá alguma ligação com a presença dos árabes na região. Mas, o seu primeiro povoamento é muito mais recuado. Na verdade alguns elementos arqueológicos, como restos de uma galeria subterrânea e vestígios de uma antiga estrada romana, atestam a presença humana nesta região desde épocas ancestrais.
A sede da freguesia, a povoação de Alfarelos, foi elevada à categoria de vila em Abril de 1928, continuando a haver dúvidas quanto à origem do seu nome. Pode estar na junção do termo árabe "Al-fahkhar" que significa loiça, barro ou faiança, com o sufixo "ellus". Alguns estudos consideram que Alfarelos deriva do topónimo "Alfahar". Outros ainda, que advém do vocábulo castelhano "alfarero" que significa fabricante de loiça.
Alfarelos é conhecida por ter uma estação de caminhos de ferro onde se liga à Linha do Norte o epónimo Ramal de Alfarelos, estabelecendo a mais direta ligação ferroviária Figueira-Coimbra; apesar do nome, está localizada na Granja do Ulmeiro, a cerca de 2 km do centro de Alfarelos.
Além da cultura, os alfarelenses também poderão dedicar-se ao desporto através do Grupo Desportivo Alfarelense e do Clube Desportivo Caça e Pesca de Alfarelos, tendo também outros associativismos como a Associação Instrução e Recreio 1º de Maio Alfarelense, onde inclui teatro, Grupo Coral e outras atividades, também temos na terra como  secção autonoma da A.I.R. 1.º de Maio o Grupo Folclórico e Etnográfico de Alfarelos e tendo ainda a Filarmónica 15 de Agosto Alfarelense com Banda e escola de música.

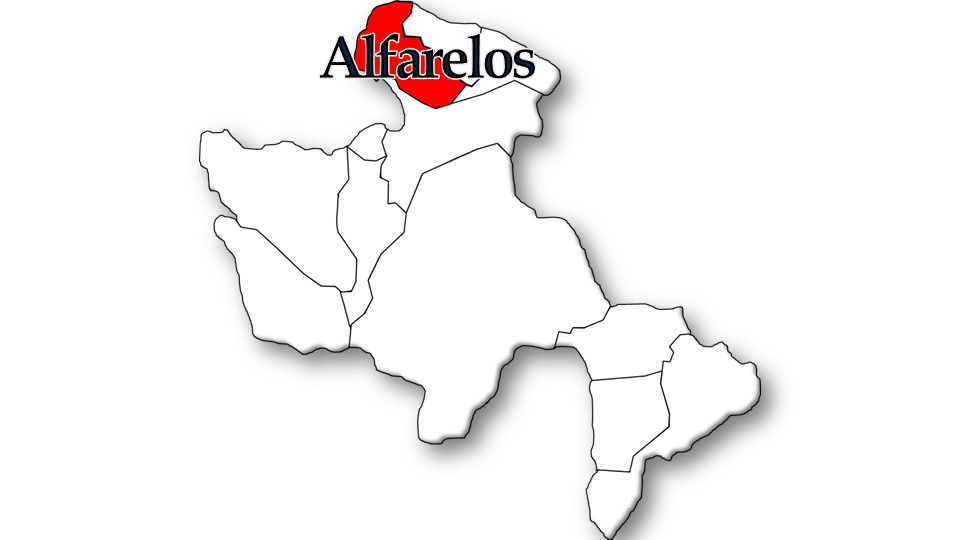
Localização da freguesia no Município de Soure

## Demografia
A população registada nos censos foi:
| Distribuição da População por Grupos Etários | Distribuição da População por Grupos Etários | Distribuição da População por Grupos Etários | Distribuição da População por Grupos Etários | Distribuição da População por Grupos Etários |
| -------------------------------------------- | -------------------------------------------- | -------------------------------------------- | -------------------------------------------- | -------------------------------------------- |
| Ano                                          | 0-14 Anos                                    | 15-24 Anos                                   | 25-64 Anos                                   | > 65 Anos                                    |
| 2001                                         | 186                                          | 173                                          | 805                                          | 402                                          |
| 2011                                         | 160                                          | 128                                          | 764                                          | 387                                          |
| 2021                                         | 137                                          | 114                                          | 635                                          | 383                                          |

## Património
- Igreja Paroquial de São Sebastião
- Capela de São Pedro

## Política

### Eleições autárquicas

#### Assembleia de Freguesia
| Data | %     | D     | %     | D     | %     | D  | %              | D       | %              | D    | %              | D       | %              | D   | Participação |                |
| Data | PS    | PS    | GCE   | GCE   | AD    | AD | APU/CDU        | APU/CDU | POUS           | POUS | PPD/PSD        | PPD/PSD | PSN            | PSN | Participação |                |
| ---- | ----- | ----- | ----- | ----- | ----- | -- | -------------- | ------- | -------------- | ---- | -------------- | ------- | -------------- | --- | ------------ | -------------- |
| Data | 1976  | 65,34 | 7     | 25,68 | 2     |    |                |         |                |      |                |         |                |     |              | 58,86 / 100,00 |
| 1979 | 48,21 | 7     |       |       | 31,53 | 4  | 10,83          | 1       | 6,61           | 1    | AD             | AD      | 72,68 / 100,00 |     |              |                |
| 1982 | 56,40 | 8     |       |       | 16,61 | 2  |                |         | 21,69          | 3    | 73,14 / 100,00 |         |                |     |              |                |
| 1985 | 44,23 | 4     | 14,99 | 1     | 35,50 | 4  | 61,90 / 100,00 |         |                |      |                |         |                |     |              |                |
| 1989 | 55,08 | 5     | 19,07 | 2     | 20,20 | 2  | 67,89 / 100,00 |         |                |      |                |         |                |     |              |                |
| 1993 | 37,92 | 4     | 21,14 | 2     | 32,88 | 3  | 5,14           | —       | 77,58 / 100,00 |      |                |         |                |     |              |                |
| 1997 | 29,49 | 3     | 17,35 | 1     | 48,45 | 5  |                |         | 75,70 / 100,00 |      |                |         |                |     |              |                |
| 2001 | 22,20 | 2     | 12,67 | 1     | 62,33 | 6  | 70,51 / 100,00 |         |                |      |                |         |                |     |              |                |
| 2005 | 46,25 | 5     | 21,72 | 2     | 10,97 | 1  |                |         | 72,54 / 100,00 |      |                |         |                |     |              |                |
| 2005 | 46,25 | 5     | 16,24 | 1     | 10,97 | 1  |                |         | 72,54 / 100,00 |      |                |         |                |     |              |                |
| 2009 | 58,58 | 6     |       |       | 34,69 | 3  | 64,40 / 100,00 |         |                |      |                |         |                |     |              |                |
| 2013 | 38,70 | 4     | 8,05  | —     | 19,61 | 2  | 29,22          | 3       | AD             | AD   | 67,01 / 100,00 |         |                |     |              |                |
| 2017 | 59,01 | 6     |       |       | 10,18 | 1  | 27,28          | 2       | AD             | AD   | 70,53 / 100,00 |         |                |     |              |                |
| 2021 | 49,85 | 5     |       |       | 29,39 | 3  | 17,11          | 1       | 62,69 / 100,00 |      |                |         |                |     |              |                |